# Long Mỹ, Mang Thít
Long Mỹ là một xã cũ thuộc huyện Mang Thít, tỉnh Vĩnh Long, Việt Nam.

## Địa lý
Xã Long Mỹ nằm ở phía Tây Nam huyện Mang Thít, có vị trí địa lý:
- Phía Đông giáp xã Mỹ An và xã Hòa Tịnh
- Phía Tây giáp huyện Long Hồ
- Phía Nam giáp xã Hòa Tịnh, huyện Mang Thít và huyện Long Hồ
- Phía Bắc giáp xã Mỹ An, huyện Mang Thít và huyện Long Hồ.

Xã Long Mỹ có diện tích 6,17 km², dân số năm 1999 là 5.175 người, mật độ dân số đạt 839 người/km².

## Hành chính
Xã Long Mỹ được chia thành 4 ấp: Long Hòa 1, Long Hòa 2, Long Khánh, Long Phước.